# Diocesi di Ocaña
La diocesi di Ocaña (in latino Dioecesis Ocaniensis) è una sede della Chiesa cattolica in Colombia suffraganea dell'arcidiocesi di Nueva Pamplona. Nel 2021 contava 579.230 battezzati su 805.140 abitanti. È retta dal vescovo Orlando Olave Villanoba.

## Territorio
La diocesi comprende parti di due dipartimenti colombiani:
- nel dipartimento di Norte de Santander i comuni di Ábrego, Convención, El Carmen, Hacarí, La Playa de Belén, Ocaña, San Calixto, Teorama, e i distretti di La Pedregosa e Pueblo Nuevo del comune di La Esperanza; la zona montagnosa dei comuni di Convención, El Carmen e Teorama appartiene alla limitrofa diocesi di Tibú;
- nel dipartimento di Cesar i comuni di Aguachica, Gamarra, González, La Gloria, Pailitas, Pelaya, Río de Oro, San Alberto, San Martín, Tamalameque.

Sede vescovile è la città di Ocaña, dove si trova la cattedrale di Sant'Anna.
Il territorio si estende su una superficie di 18.000 km² ed è suddiviso in 46 parrocchie, raggruppate in 7 vicariati: Santa Ana, Inmaculada Concepción, Nuestra Señora de la Esperanza, San José de Convención, San José de Tunumá, San Martín, Santísima Trinidad.

## Storia
La diocesi è stata eretta il 26 ottobre 1962 con la bolla Quoniam arcana di papa Giovanni XXIII, ricavandone il territorio dalla diocesi di Santa Marta e dal vicariato apostolico di Barrancabermeja (oggi diocesi).
Il 18 novembre 1963, con la lettera apostolica Sanctissimae Virginis, papa Paolo VI ha proclamato la Beata Maria Vergine, nota in spagnolo con il nome di Virgen de las gracias de Torcoroma, patrona principale della diocesi.
Durante l'episcopato di Ignacio José Gómez Aristizábal è stato istituito il seminario diocesano e sono state inaugurate due emittenti radiofoniche diocesane.

## Cronotassi dei vescovi
Si omettono i periodi di sede vacante non superiori ai 2 anni o non storicamente accertati.
- Rafael Sarmiento Peralta † (26 ottobre 1962 - 24 luglio 1972 nominato vescovo di Neiva)
- Ignacio José Gómez Aristizábal (24 luglio 1972 - 10 ottobre 1992 nominato arcivescovo di Santa Fe de Antioquia)
- Jorge Enrique Lozano Zafra (28 giugno 1993 - 15 maggio 2014 ritirato)
- Gabriel Ángel Villa Vahos (15 maggio 2014 - 11 febbraio 2020 nominato arcivescovo di Tunja)
- Luis Gabriel Ramírez Díaz † (27 febbraio 2021 - 8 gennaio 2023 deceduto)[2][3]
- Orlando Olave Villanoba, dall'11 luglio 2024

## Statistiche
La diocesi nel 2021 su una popolazione di 805.140 persone contava 579.230 battezzati, corrispondenti al 71,9% del totale.
| anno | popolazione | popolazione | popolazione | presbiteri | presbiteri | presbiteri | presbiteri                | diaconi | religiosi | religiosi | parrocchie |
| anno | battezzati  | totale      | %           | numero     | secolari   | regolari   | battezzati per presbitero | diaconi | uomini    | donne     | parrocchie |
| ---- | ----------- | ----------- | ----------- | ---------- | ---------- | ---------- | ------------------------- | ------- | --------- | --------- | ---------- |
| 1966 | 260.000     | 267.000     | 97,4        | 48         | 41         | 7          | 5.416                     |         | 5         | 37        | 27         |
| 1970 | 273.000     | 285.000     | 95,8        | 58         | 40         | 18         | 4.706                     |         | 18        | 61        | 32         |
| 1976 | 318.250     | 335.000     | 95,0        | 45         | 27         | 18         | 7.072                     |         | 18        | 79        | 36         |
| 1980 | 341.800     | 359.800     | 95,0        | 41         | 38         | 3          | 8.336                     | 7       | 3         | 76        | 36         |
| 1990 | 380.000     | 400.000     | 95,0        | 41         | 41         |            | 9.268                     | 40      |           | 64        | 39         |
| 1999 | 303.399     | 364.672     | 83,2        | 55         | 50         | 5          | 5.516                     | 8       | 33        | 63        | 36         |
| 2000 | 329.100     | 390.200     | 84,3        | 64         | 59         | 5          | 5.142                     | 8       | 39        | 30        | 36         |
| 2001 | 352.137     | 417.514     | 84,3        | 71         | 64         | 7          | 4.959                     | 8       | 41        | 56        | 41         |
| 2003 | 403.000     | 478.000     | 84,3        | 70         | 67         | 3          | 5.757                     | 8       | 21        | 67        | 44         |
| 2004 | 352.137     | 417.514     | 84,3        | 67         | 63         | 4          | 5.255                     | 9       | 5         | 65        | 44         |
| 2013 | 427.000     | 627.000     | 68,1        | 72         | 68         | 4          | 5.930                     | 4       | 6         | 60        | 46         |
| 2016 | 531.089     | 740.827     | 71,7        | 90         | 86         | 4          | 5.900                     | 4       | 4         | 67        | 47         |
| 2019 | 558.635     | 776.160     | 72,0        | 88         | 83         | 5          | 6.348                     | 6       | 5         | 65        | 46         |
| 2021 | 579.230     | 805.140     | 71,9        | 92         | 87         | 5          | 6.295                     | 6       | 5         | 65        | 46         |